# Perancak
Perancak is een bestuurslaag in het regentschap Jembrana van de provincie Bali, Indonesië. Perancak telt 3472 inwoners (volkstelling 2010).